# Deng Rong
Deng Rong, en chino 邓榕, en pinyin Dèng Róng, (Chongqing, 1950) es una política y escritora china. Es la cuarta hija del Líder Supremo (China), Deng Xiaoping.

## Primeros años de vida
Deng es la cuarta hija de Deng Xiaoping y Zhuo Lin. Tiene dos hermanas mayores, Deng Lin y Deng Nan, así como un hermano mayor, Deng Pufang y un hermano, Deng Zhifang, el más pequeño.
Deng declaró en una entrevista en 2004 que su padre nunca hablaba de asuntos oficiales en casa y que sus hermanos y ella misma no tenían idea de lo que Deng Xiaoping hacía en el trabajo, a pesar de que varios guardias hacían guardia en el patio de su casa.
En 2005, Zhang Yihe la nombró en un libro como una persona de las que perpetraron con responsabilidades el asesinato de Bian Zhongyun, la primera víctima de la Revolución Cultural.
Durante uno de los incidentes de inundación más severos en Henan en agosto de 1975, Li Xiannian llamó a Deng Xiaoping para informarle que varias represas habían estallado. Deng Rong contestó el teléfono y se negó a permitir que Li hablara con su padre. En la primera llamada, dijo que Deng Xiaoping estaba durmiendo; en la segunda llamada, ella colgó. El líder supremo supuestamente estaba jugando Mahjong en ese momento. Esta fue una de las razones por las que se criticó a Deng Xiaoping por retrasar las operaciones de rescate.

## Trayectoria
Estudió enseñanza media en Pekín, después, durante la Revolución Cultural trabajó tres años en un pueblo agrícola de la provincia de Shaanxi. Finalmente estudió medicina y se licenció en la Universidad de Beijing.
Cuando la República Popular China y Estados Unidos establecieron relaciones diplomáticas en 1979, Deng trabajó durante cuatro años en la Embajada de China en Washington D. C. Regresó a China, estudió legislación y se dedica a la investigación sobre sistemas normativos.
De 1984 a 1990, Deng ocupó el cargo oficial de directora adjunta de la Oficina de Investigación de Políticas de la Oficina General de la Asamblea Popular Nacional de China. También trabajó como secretaria confidencial de Deng Xiaoping desde principios de 1989. Desde 1990, es vicepresidenta de la Asociación China para el Contacto Amistoso Internacional y presidenta del festival de música de Beijing.
Es autora de numerosos artículos publicados en revistas especializadas y periódicos de difusión, y un libro, Deng Xiaoping y la Revolución Cultural, publicado en 1993.

## Escritora
Deng publicó un libro titulado Deng Xiaoping y la Revolución Cultural traducido al inglés, y después a otros idiomas como el español, holandés, francés o coreano. También ha dado entrevistas que revelan detalles de la vida personal y la personalidad de Deng Xiaoping.

## Reconocimientos
- </img> Caballero Gran Cruz de la Orden del Mérito de la República Italiana (Italia, 2005)[6]
- </img> Orden de la Amistad (Rusia, 1999)[7]